# Anonyme Island
Anonyme Island (fr. Île Anonyme) – wyspa na Oceanie Indyjskim, w grupie Wysp Wewnętrznych w Republice Seszeli. Jej powierzchnia wynosi 9,6 ha. Działa tu luksusowy ośrodek wypoczynkowy.
Zbudowana głównie z granitowych skał wysepka leży w odległości około 700 metrów od wschodnich wybrzeży wyspy Mahé, na wysokości międzynarodowego portu lotniczego.